# Трибуче
Трибуче (словен. Tribuče) — поселення в общині Чрномель, Південно-Східна Словенія, Словенія. Висота над рівнем моря: 189,9 м.